# تشارلز ريني ماكينتوش
تشارلز ريني ماكنتوش (بالإنجليزية: Charles Rennie Mackintosh ؛ 7 تموز 1868 – 10 كانون الأول 1928) معماري اسكتلندي، كان مصممًا في حركة الفنون والحرف (Arts and Crafts movement)، والممثل الرئيسي لمدرسة الفن الحديث (Art Nouveau) في المملكة المتحدة. كان لديه تأثير كبير على التصميم الأوروبي. وقد ولد في غلاسكو وتوفي في لندن.

## السيرة المهنية

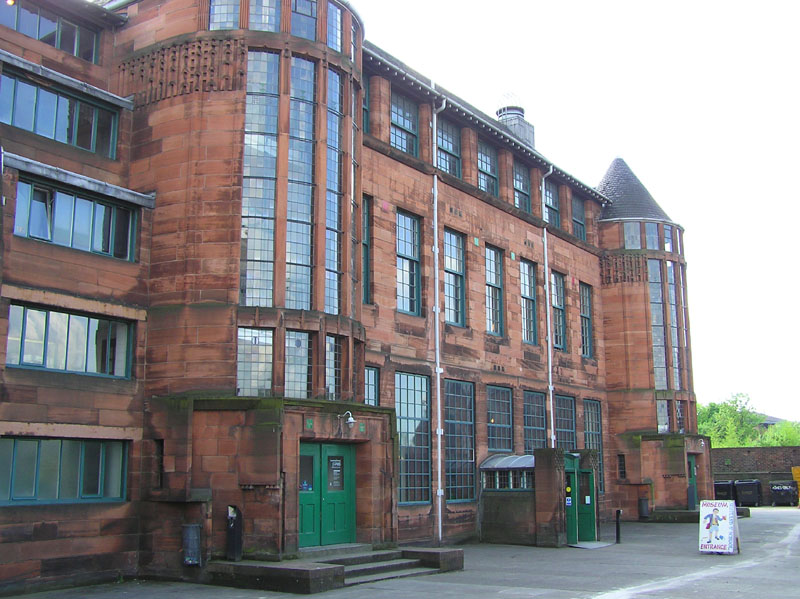
مدرسة الشارع الاسكتلندية في غلاسكو.

يعتبر المعمار ماكنتوش أحد رواد الإسلوب الجديد في بريطانيا، فقد أظهرت مساهماته تفسيرات جديدة للأرت نوفو من خلال تسليط الضوء على أهمية الجانب الوظيفيي للمبنى والتي عبر عنها بأسلوب الجمع بين التزيين المرتبط، خاصة الذي دُعى ب "Celtic" المعتمد على تأثيرات الثقافة الهندية الأوربية (التي شملت اسكتلندا وأيرلندا)، وبين تأثيرات الثقافة اليابانية وإحياء الاتجاه الغوطي. وهو قائد مجموعة غلاسكو المعروفة باسم «غلاسكو أربعة» Glasgow Four التي ضمت أربعة من المعماريين هم ماكنتوش، وزوجته مارغريت Margaret MacDonald، وهربرت ماك نير Herbert Mc Nair وزوجته. ويُعتبر مشروع تصميمم مدرسة غلاسكو للفنون 1896-1909 من أهم أعمال ماكنتوش الفنية التي تعكس التطورات الاسلوبية لعمارته وتسلط الضوء على قواعد لغة جديدة تحتلف عن الاتجاه الاوربي الارت نوفو.

## وصلات خارجية
- تشارلز ريني ماكينتوش على موقع الموسوعة البريطانية (الإنجليزية)
- تشارلز ريني ماكينتوش على موقع ميوزك برينز (الإنجليزية)
- تشارلز ريني ماكينتوش على موقع إن إن دي بي (الإنجليزية)
- تشارلز ريني ماكينتوش على موقع ديسكوغز (الإنجليزية)

- جمعية تشارلز ماكنتوش، غلاسكو.
- نماذج غير مبنية لمكانتوش. نسخة محفوظة 30 أغسطس 2005 على موقع واي باك مشين.
- مباني ماكنتوش.